# Kupon 1
O Kupon 1 é um satélite de comunicação geoestacionário russo construído pela Lavochkin em cooperação com a NPO Elas. Ele foi operado pelo Banco Central da Rússia. O satélite foi baseado na plataforma US-KMO-Bus.

## Lançamento
O satélite foi lançado com sucesso ao espaço no dia 12 de novembro de 1997, por meio de um veículo Proton-K/Blok-DM-2M a partir do Cosmódromo de Baikonur, no Cazaquistão. Ele tinha uma massa de lançamento de 2500 kg.

## Capacidade
O Kupon 1 era equipado com 16 transponders em banda Ku.